# La Capte
La Capte fait partie d'un des 14 quartiers d'Hyères, ville du sud-est de la France, sur la Méditerranée, à l'est de Toulon. Cette petite station balnéaire de 600 habitants et 102 hectares environ, est située non loin du centre-ville d'Hyères, de son aéroport, de son port ainsi que de la tour Fondue, lieu de départ vers les îles d'Hyères, appelées plus communément chacune Porquerolles, Port-Cros et Le Levant (ainsi que la petite île de Bagaud).
Ses habitants sont appelés les Captois.

## Histoire
Au cours du XVIIIe siècle des hameaux de pêcheurs se sont établis dans le village de la Capte mais aussi par exemple sur la presqu'île de Giens, aux Pesquiers et à Port-Pothuau. En effet un décret officiel sous la forme de lettre patente de 1651 a permis aux Hyérois de construire des maisons au bord de mer, qui avaient plutôt la forme de cabanon de pêcheur. À l'époque, avec l'activité agricole et celle des salines, la pêche représentait le troisième facteur de dispersion de l'habitat à la période moderne.
Lors des premiers congés payés en 1936, la municipalité de Hyères se dote d'un camping municipal, un des pionniers en matière de tourisme et vacances populaires. À la fin de la Seconde Guerre mondiale, la commune de Hyères a accordé à une partie de ses administrés de la bande littorale des baux emphytéotiques. Avec les années, les cabanons sont devenus résidences principales ou secondaires.
Aujourd'hui, le village a désormais laissé place à un tourisme balnéaire typique du littoral où l'on retrouve un petit port de plaisance, des commerces et des restaurants pour la plupart saisonniers, parkings, accès aux plages, sentier littoral... 
Le hameau de la Capte est équipé d'un petit port qui dispose au cours de l'année de près de 140 amarrages à bateaux.
Le village se trouve au cœur du futur projet Grand Site de France voulue par la municipalité depuis 2015.
En 2017 la rue des marchands, rue principale du village est entièrement réhabilitée par la municipalité.

## Géographie

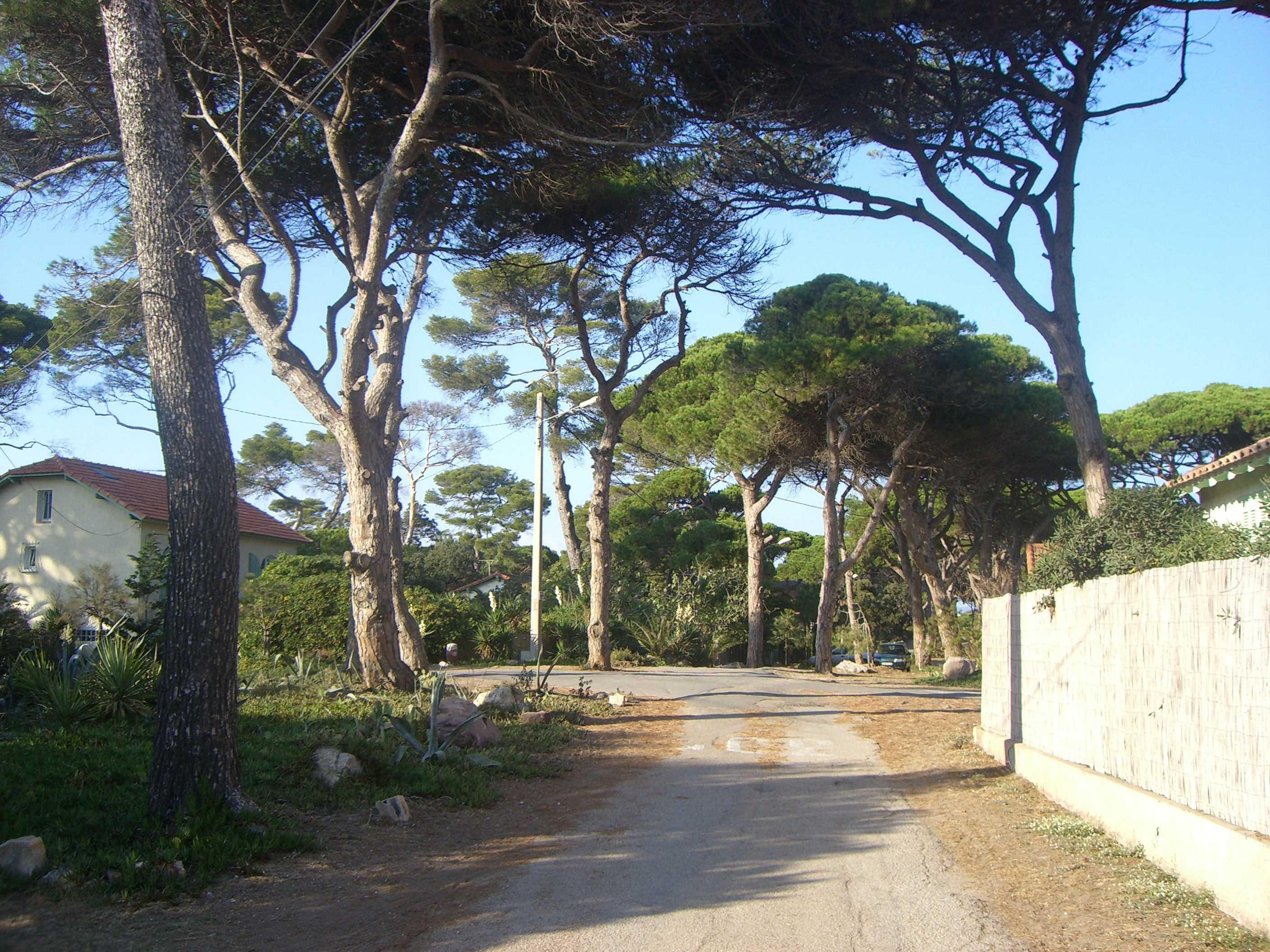
Balade dans la pinède de la Capte

Le village de la Capte se situe sur la presqu'île de Giens, au bord du littoral sur un terrain sableux, ce qui  convient au pin parasol, arbre que l'on retrouve de manière très fréquente dans le hameau. À cette végétation se mêlent des essences plus exotiques comme l'eucalyptus, le mimosa, l'agave, le pittosporum qui contribuent ensemble à la qualité de ce paysage.
À l'entrée du village se trouvent les bâtiments des anciennes salines. La presqu'île permettait jusqu'à la fin des années 1980 l'exploitation du sel de mer par la société des salins du midi. Les bâtiments qui accueillaient les ouvriers, dits « hameau des Pesquiers » sont encore présents dans la pinède, sur la partie entre la plage et la route. (À terme, une requalification de ces bâtiments est prévue : projet « Grand site ».)
La Capte est connu pour sa plage qui est fréquentée principalement par les vacanciers en période estivale. Située tout près du village le long du deuxième tombolo, bras de sable qui fait la liaison entre le continent et la presqu’île de Giens. La plage mesure environ 4 kilomètres de long avec une eau de faible profondeur due à sa composition artificielle.
À proximité se trouve la pinède de la Capte (pinède des Pesquiers) s'étendant sur près de 20 hectares et protégée en tant que Zone naturelle d'intérêt écologique, faunistique et floristique (ZNIEFF).
Les coordonnées de l'entrée du port : N43.0 652 084° E6.15 231 008°

## Toponymie
Une explication populaire concernant le nom du village proviendrait du fait que les salines situées au milieu de la presqu'île « captaient » l'eau de mer par un canal, passant sous le pont de l'entrée du village. 
Cependant cette explication ne repose que sur rien d'autre qu'une proximité homophonique.
Le nom du village provient en fait du terme acapte : « le terme... désignait une redevance féodale établi lors de la prise de possession d'une terre. Ici l'acapte concerne à l'origine l'étang des Pesquiers... puis le bail s'étend aux terres environnantes et finit par désigner l'isthme oriental qui relie Giens à Hyères. Avec l'agglutination de l'article en Lacapte, puis une nouvelle coupure, on est arrivé au nom actuel de la Capte... ».

## Lieux et monuments

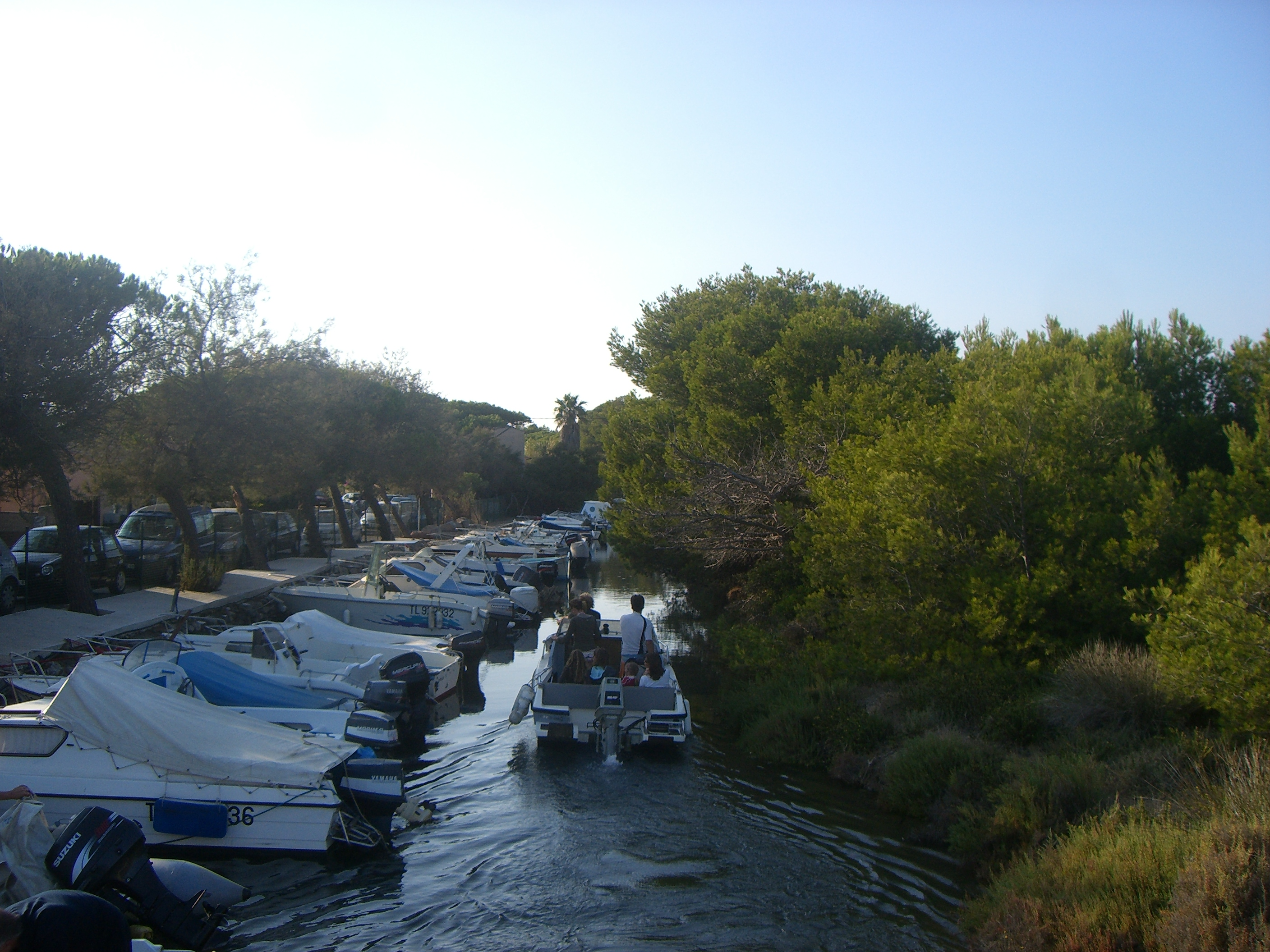
Chenal du port de la Capte

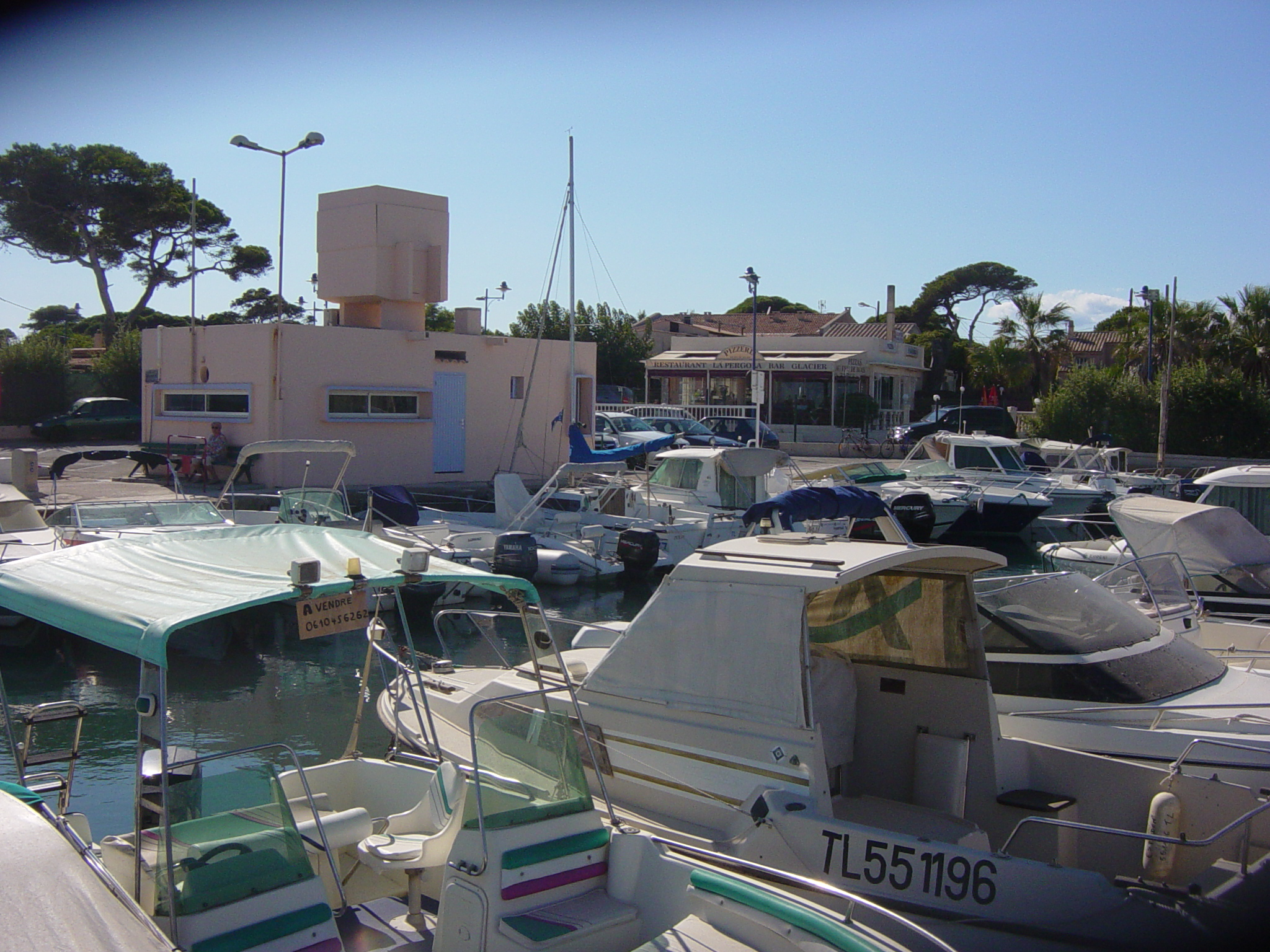
La capitainerie du port de la Capte

- Pinède de la Capte
- Les Salins-d'Hyères
- Le port de la Capte
- Plage de la Capte

## Divers
- La Capte possède un marché, tenu chaque vendredi. En période estivale, le modeste marché d'hiver devient beaucoup plus grand et s'étale sur l'avenue de la pinède. Il est très prisé par les touristes[4].
- Hors saison touristique, la Capte possède son marché aux puces, tenu certains dimanches des mois d'octobre à fin mai.
- Concert nocturne de l'harmonie municipale en juillet.
- Pêche, messe et bénédiction de bateau proposée par la Société nautique de la Capte en juillet.
- Marché artisanal en juillet et août.
- Concerts en juillet et août.